# 通訊式列車控制
基于无线通信的列车控制技术（英語：CBTC，Communication-based Train Control），是一种鐵路信號系统，利用電信溝通列車和軌道設備以達到交通管理和設施控制。相較傳統信號系统，現今的通訊式列車控制系统能更準確地追蹤列車位置。
依據電機電子工程師學會（IEEE）1474.1號標準的定義，通訊式列車控制（CBTC）系统是「連續、不須依賴軌道電路、高解析度之列車位置偵測（誤差值小於10公尺）的列車自動控制系统，可利用車載及道旁之處理器傳輸行車監控資訊，讓列車與號誌間進行連續、大容量、雙向的數據通訊。CBTC亦可嵌入列車自動保護（ATP）功能，和非必須的列車自動運行（ATO）與列車自動停止（ATS）功能」。
CBTC（Communication Based Train Control）系统是一種安全、可靠、穩定的無線自動列車控制系统，並廣泛用於現代軌道運輸中。它最大的特點是系统可依照列車的位置來決定安全行駛速度，並以連續資訊傳送至車載號誌。因CBTC捨棄傳統固定式閉塞（Fixed-block）號誌系统來控制列車，故此種方式又被稱為移動式閉塞（Moving-block）號誌系统。
通訊式列车控制系统（CBTC）的傳輸方式包含两种类型，一種是利用道旁洩波電纜傳輸（適用於隧道段）、另一種則是利用佈設在道旁的基準點（Beacon or Norming Points）傳輸（適用於平面段及高架段）。

## 由来
无线电技术飞速发展后，人类开始孜孜不倦地研发一种基于无线通信的列车自动控制系统。实现移动闭塞，减少列车运行间隔，进而在不增加硬件投资的前提下，提高系统运能。研究人员期望这种系统能够减少铁路轨旁信号线缆的铺设，并同时期望减少线缆的日常维护工作（实际引入轨旁通信设备，带来相应的轨旁维护工作量）以降低列车实行自动控制的成本。

## 特性
CBTC相比传统的铁路信号系统有着诸多特性，比如：
- 不须繁杂的电缆，转而以无线通信系统代替，减少电缆铺设及维护成本。
- 可以实现车辆与控制中心的双向通信，大幅度提高了列车区间通过能力。
- 信息传输流量大、效率高、速度快，容易实现移动自动闭塞系统。
- 容易适应各种车型、不同车速、不同运量、不同牵引方式的列车，兼容性强。
- 可以将信息分类传输，集中发送和集中处理，提高调度中心工作效率。

## 应用
CBTC可以使用的双向无线通信系统种类很多，例如欧洲使用的是GSM-R系统，美国使用扩频通信等其他多种无线通信系统，中国大陆使用无线自由波、波导管、漏波电缆或三种互相组合的地车信息传输方式。目前应用CBTC系统的有美国的纽约地铁、臺灣的臺北捷運文湖線、環狀線及臺中捷運綠線等，中国大陆也有部分城市轨道交通使用了CBTC系统，如武汉地铁1号线，上海轨道交通的8号线，北京地铁（除13号线）、广州地铁（除1、2、8号线）及成都地铁等。其中，北京地铁房山线的开通标志中国交控科技成为继德国西门子、法国阿尔斯通、加拿大庞巴迪后第四个掌握CBTC技术并顺利开通应用实际工程的廠商。
臺北捷運新蘆線曾於招標時開放CBTC系统參與，並和傳統軌道電路系统共同競標，此兩大系统之廠商報價互有高下，投標金額由低至高如下：阿尔斯通（軌道電路）、日本信號（CBTC）、西門子（軌道電路）、龐巴迪（軌道電路）。最後得標廠商為法國阿尔斯通公司，由此可看出傳統軌道電路系统與CBTC之施作成本互相競爭，故以實務而言，在同樣的系统規格要求之下，兩種系统所需之預算金額差異應不大。

## 功能
通訊式列車控制可以含有不同层次的列車自動控制系统技术，包含以下几种主要功能：
- 列车自动保护系统（ATP, Automatic Train Protection）
- 列车自动运行系统（ATO, Automatic Train Operation）
- 列車自動監督系统（ATS, Automatic Train Supervision）

另外，个别厂商也将计算机联锁系统（CI）和数据通信系统（DCS, Data Communication System）独立作为子系统。